# 미야자와 아마네
미야자와 아마네(일본어: 宮沢 周, 1979년 7월 27일 ~ ) 은 일본의 라이트 노벨 작가이다. 2008년, 《언시즈》로 슈에이샤 주최 제 8회 슈퍼 대쉬 소설 신인상 입선작 수상으로 데뷔한다. 가나카와 현 출신.

## 작품
- 언시즈 시리즈

- 언시즈 ~刀侠戦姫血風録~ ISBN 978-4086305051(2009년 9월 25일）
- 언시즈 2 ~刀侠戦姫言想録~ ISBN 978-4086305242(2009년 12월 25일）
- 언시즈 3 ~刀侠戦姫飛恋録~ ISBN 978-4086305433(2010년 3월 25일）

- 호소부2 ISBN 978-4086305921(2011년 1월 25일）